# Las Torres, Nuevo León
Las Torres är en ort i Mexiko.   Den ligger i kommunen Salinas Victoria och delstaten Nuevo León, i den centrala delen av landet, 700 km norr om huvudstaden Mexico City. Las Torres ligger 453 meter över havet och antalet invånare är 4 925.
Terrängen runt Las Torres är platt åt sydost, men åt nordväst är den kuperad. Runt Las Torres är det ganska glesbefolkat, med 34 invånare per kvadratkilometer. Närmaste större samhälle är Ciudad General Escobedo, 17,4 km söder om Las Torres. Trakten runt Las Torres består i huvudsak av gräsmarker.